# Französisch-guayanische Männer-Handballnationalmannschaft
Die französisch-guayanische Männer-Handballnationalmannschaft repräsentiert den Handballverband Französisch-Guayanas als Auswahlmannschaft auf internationaler Ebene bei Länderspielen im Handball gegen Mannschaften anderer nationaler Verbände.

## Geschichte
Der Handballverband des französischen Übersee-Départements ist seit 2011 Mitglied in der Internationalen Handballföderation (IHF) und seit 2019 in der Süd- und zentralamerikanischen Handballkonföderation (SCAHC). Für ein großes Turnier konnte sich die Auswahl bisher nicht qualifizieren.
Die einzige Teilnahme an einem internationalen Handballwettbewerb war 2018 in Kolumbien bei der IHF South and Central American Emerging Nations Championship, einem vom Weltverband ausgerichteten Wettbewerb für Handballentwicklungsländer in Süd- und Zentralamerika. In der Gruppenphase besiegte die Auswahl Peru mit 25:16, Guatemala mit 28:21 und Bolivien mit 37:21. Im Viertelfinale unterlag man Guatemala mit 26:28, in den Platzierungsspielen verlor man gegen Costa Rica mit 23:24 und setzte sich im Spiel um Platz 7 gegen Honduras mit 40:23 durch. Trainiert wurde die Auswahl von Eric Bruneau und Yannick Xavier.